# جون مارك جاومين
جون مارك جاومين مواليد 5 فبراير 1970، هو مدرب كرة سلة بلجيكي ولاعب معتزل. بدأ مسيرته الاحترافية في سنة 1990. يدرب ليونز دي جنيف. يبلغ طوله 6 قدم 0 بوصة (1.8 م). اعتزل اللعب في 2006.

## المسيرة الاحترافية
لعب مع نادي أوستند لكرة السلة من سنة 1990 إلى 1999، ثم لعب مع بالونكيستو مالقا في الدوري الإسباني من سنة 1999 إلى 2001، ثم لعب مع ريال مدريد لكرة السلة في موسم 2001–2002، ثم لعب مع سي بي غران كناريا في الدوري الإسباني في سنة 2002.

## روابط خارجية
- جون مارك جاومين على موقع الاتحاد الدولي لكرة السلة (الإنجليزية)
- جون مارك جاومين على موقع الدوري الأوروبي لكرة السلة (الإنجليزية)
- جون مارك جاومين على موقع الدوري الإسباني لكرة السلة (الإسبانية)
- جون مارك جاومين على موقع كرة السلة الأوروبية.كوم (الإنجليزية)
- جون مارك جاومين على موقع ريلجم (الإنجليزية)
- جون مارك جاومين على موقع بروبوليرز (الإنجليزية)
- جون مارك جاومين على موقع سبورتس رفرنس (الإنجليزية)